# Procapperia
Procapperia là một chi bướm đêm thuộc họ Pterophoridae.

## Các loài
- Procapperia amira Arenberger, 1988
- Procapperia hackeri Arenberger, 2002
- Procapperia kuldschaensis (Rebel, 1914)
- Procapperia linariae (Chrétien, 1922)
- Procapperia maculatus (Constant, 1865)
- Procapperia orientalis Arenberger, 1998
- Procapperia pelecyntes (Meyrick, 1908)